# Ахонен, Ари
А́ри А́хонен (фин. Ari Ahonen; 6 февраля 1981 года, Йювяскюля) — финский хоккеист, вратарь.

## Карьера
Воспитанник клуба ЮИП. Начал профессиональную карьеру в 1999 году в составе клуба СМ-Лиги ХИФК, выступая до этого за фарм-клуб родной команды ЮИП. В том же году на драфте НХЛ он был выбран в 1 раунде под общим 27 номером клубом «Нью-Джерси Дэвилз». За два года, проведённых в ХИФКе, провёл на площадке 68 матчей с коэффициентом надёжности 2.77. 31 марта2001 года Ахонен отправился в Северную Америку, где он подписал контракт с фарм-клубом «дьяволов» «Олбани Ривер Рэтс».
В составе клуба АХЛ выступал на протяжении пяти сезонов, однако, так и не получив шанса проявить себя в Национальной хоккейной лиге, 15 мая 2006 года он вернулся на Родину, заключив соглашение с клубом «Эспоо Блюз». Тем не менее, проведя в его составе лишь 5 матчей, 24 ноября того же года Ахонен стал игроком другого финского клуба «Йокерит», с которым впервые в своей карьере поднялся на пьедестал почёта финских первенств, завоевав серебряные награды.
Несмотря на этот успех, 16 апреля 2007 года подписал контракт с клубом Шведской элитной серии «Фрёлунда». В дебютном сезоне в Швеции Ахонен стал основным вратарём клуба, проведя на площадке 54 матча, однако следующий год стал не таким успешным, и 14 апреля 2009 года он решил вернуться в Финляндию, заключив соглашение с клубом КалПа. В своём новом клубе Ари на протяжении нескольких сезонов показывал очень хорошую игру — в 129 проведённых матчах он заработал коэффициент надёжности 2.13.
Благодаря своей успешной игре, на Ахонена вновь обратили внимание многие европейские клубы, и 14 ноября 2011 года он подписал контракт с магнитогорским «Металлургом», а уже спустя два дня в матче против новосибирской «Сибири», который завершился победой «Магнитки» со счётом 6:4, дебютировал в КХЛ. 30 декабря в игре с нижнекамским «Нефтехимиком» Ари записал на свой счёт первый шатаут в лиге. В середине января 2012 года Ахонен установил рекорд сезона по продолжительности «сухой» серии, остановившись на отметке 170:50, таким образом ему не хватило всего лишь четырёх с половиной минут до рекорда КХЛ, установленного Ильёй Проскуряковым. 14 марта 2013 года руководство «Металлурга» объявило о том, что не будет продлевать контракт с Ахоненом . В 2013 году подписал контракт с клубом «Барыс». 22 августа 2014 года подписал контракт с «Адмиралом» из Владивостока на год. В начале октября «Адмирал» объявил о расторжении контракта. Ахонен сыграл за приморский клуб пять матчей, одержал одну победу, потерпел четыре поражения, пропустил 21 шайбу, отбил 109 бросков, коэффициент надежности — 4,97, процент отражённых бросков 83,8.

### Международная
В составе юниорской сборной Финляндии Ари Ахонен принимал участие в юниорском чемпионате мира 1999 года, на котором он вместе с командой завоевал золотые награды, став также лучшим вратарём турнира, и попав в символическую сборную. Также Ари выступал на молодёжных первенствах мира 2000 и 2001 годов, на последнем из которых он стал обладателем серебряных медалей, вновь попав в символическую сборную турнира. В составе основной сборной Ахонен был участником этапов «Еврохоккейтура» в сезоне 2006/07.

## Достижения
- Чемпион мира среди юниоров 1999.
- Лучший вратарь юниорского чемпионата мира 1999.
- Лучший процент отражённых бросков юниорского чемпионата мира 1999.
- Член символической сборной юниорского чемпионата мира 1999.
- Серебряный призёр молодёжного чемпионата мира 2001.
- Член символической сборной молодёжного чемпионата мира 2001.
- Серебряный призёр чемпионата Финляндии 2007.

## Статистика выступлений
Последнее обновление: 13 января 2012 года
|                 |                   |                 | Регулярный сезон | Регулярный сезон | Регулярный сезон | Регулярный сезон | Регулярный сезон | Плей-офф | Плей-офф | Плей-офф | Плей-офф | Плей-офф |
| Сезон           | Команда           | Лига            | Игр              | М                | ПШ               | «0»              | КН               | Игр      | М        | ПШ       | «0»      | КН       |
| --------------- | ----------------- | --------------- | ---------------- | ---------------- | ---------------- | ---------------- | ---------------- | -------- | -------- | -------- | -------- | -------- |
| 1997/98         | ЮИП-U18           | Jr. B SM-sarja  | 31               | 1853             | 64               |                  | 2.09             | —        | —        | —        | —        | —        |
| 1997/98         | ЮИП-U20           | Jr. A SM-Liiga  | 3                | 54               | 6                |                  | 6.67             | 5        | 302      | 8        | 1        | 1.59     |
| 1998/99         | ЮИП-U18           | Jr. B SM-sarja  | —                | —                | —                | —                | —                | 7        | 420      | 20       | 0        | 2.88     |
| 1998/99         | ЮИП-U20           | Jr. A SM-Liiga  | 24               | 1447             | 70               | 0                | 2.90             | —        | —        | —        | —        | —        |
| 1999/00         | ХИФК-U20          | Jr. A SM-Liiga  | 11               | 664              | 22               | 3                | 1.99             | 3        | 177      | 13       | 0        | 4.40     |
| 1999/00         | ХИФК              | СМ-Лига         | 24               | 1352             | 70               | 1                | 3.11             | 2        | 119      | 7        | 0        | 3.53     |
| 2000/01         | ХИФК-U20          | Jr. A SM-Liiga  | —                | —                | —                | —                | —                | 1        | 59       | 2        | 0        | 2.03     |
| 2000/01         | ХИФК              | СМ-Лига         | 37               | 2101             | 97               | 2                | 2.77             | 5        | 395      | 9        | 1        | 1.36     |
| 2001/02         | Олбани Ривер Рэтс | АХЛ             | 36               | 2106             | 106              | 0                | 3.02             | —        | —        | —        | —        | —        |
| 2002/03         | Олбани Ривер Рэтс | АХЛ             | 38               | 2171             | 110              | 1                | 3.04             | —        | —        | —        | —        | —        |
| 2003/04         | Олбани Ривер Рэтс | АХЛ             | 50               | 3012             | 150              | 2                | 2.99             | —        | —        | —        | —        | —        |
| 2004/05         | Олбани Ривер Рэтс | АХЛ             | 38               | 2195             | 114              | 4                | 3.12             | —        | —        | —        | —        | —        |
| 2005/06         | Олбани Ривер Рэтс | АХЛ             | 16               | 949              | 63               | 0                | 3.98             | —        | —        | —        | —        | —        |
| 2006/07         | Эспоо Блюз        | СМ-Лига         | 5                | 308              | 13               | 0                | 2.53             | —        | —        | —        | —        | —        |
| 2006/07         | Йокерит           | СМ-Лига         | 20               | 1213             | 54               | 1                | 2.67             | —        | —        | —        | —        | —        |
| 2007/08         | Фрёлунда          | Элитная серия   | 47               | 2739             | 115              | 4                | 2.52             | 7        | 412      | 17       | 1        | 2.48     |
| 2008/09         | Фрёлунда          | Элитная серия   | 14               | 503              | 24               | 1                | 2.86             | 2        | 23       | 0        | 0        | 0        |
| 2009/10         | КалПа             | СМ-Лига         | 43               | 2479             | 94               | 6                | 2.28             | 10       | 637      | 25       | 0        | 2.35     |
| 2010/11         | КалПа             | СМ-Лига         | 51               | 2986             | 106              | 5                | 2.13             | 7        | 404      | 18       | 1        | 2.68     |
| 2011/12         | КалПа             | СМ-Лига         | 18               | 1092             | 27               | 2                | 1.48             | —        | —        | —        | —        | —        |
| 2011/12         | Металлург Мг      | КХЛ             | 19               | 1138             | 36               | 3                | 1.90             | —        | —        | —        | —        | —        |
| Всего в КХЛ     | Всего в КХЛ       | Всего в КХЛ     | 19               | 1138             | 36               | 3                | 1.90             | —        | —        | —        | —        | —        |
| Всего в карьере | Всего в карьере   | Всего в карьере | 505              | 30362            | 1341             | 35               | 2.65             | 49       | 2948     | 119      | 4        | 2.42     |

### Международная
| Турнир   | Место | Игр | М   | ПШ | «0» | КН   |
| -------- | ----- | --- | --- | -- | --- | ---- |
| ЮЧМ-1999 |       | 5   | 273 | 6  | 1   | 1.32 |
| МЧМ-2000 | 7     | 4   | 172 | 8  | 0   | 2.78 |
| МЧМ-2001 |       | 6   | 358 | 8  | 1   | 1.34 |